# Larks' Tongues in Aspic
Larks' Tongues in Aspic este un album din 1973 al trupei britanice de rock progresiv King Crimson. Este primul album al formației în cea de-a treia componență, pe care este prezent membrul original și chitaristul Robert Fripp iar în rest numai membrii noi printre care John Wetton, David Cross, Jamie Muir și Bill Bruford precum și textierul Richard Palmer - James. Pe acest album grupul adoptă printre instrumentele utilizate și vioara dar și diferite instrumente de percuție exotice. Titlul a fost inventat de percuționistul Jamie Muir și vrea să semnifice muzica de pe acest disc: ceva fragil și delicat (larks' tongues = limbile ciocârliilor) cuprins în ceva coroziv și acid (aspic).

## Tracklist
1. "Larks' Tongues in Aspic, Part One" (D. Cross/R. Fripp/J. Wetton/B. Bruford/J. Muir) (13:36)
2. "Book of Saturday" (R. Fripp/J. Wetton/R. Palmer-James) (2:49)
3. "Exiles" (D. Cross/R. Fripp/R. Palmer-James) (7:40)
4. "Easy Money" (R. Fripp/J. Wetton/R. Palmer-James) (7:54)
5. "The Talking Drum" (D. Cross/R. Fripp/J. Wetton/B. Bruford/J. Muir) (7:26)
6. "Larks' Tongues in Aspic, Part Two" (R. Fripp) (7:12)

## Componență
- Robert Fripp - chitară, mellotron, pian electric
- John Wetton - bas, voce, pian acustic
- Bill Bruford - tobe
- David Cross - vioară, violă, mellotron, flaut, pian electric
- Jamie Muir - percuție
- Richard Palmer - James - versuri